# Christoph Menz
Pour les articles homonymes, voir Menz (homonymie).
Christoph Menz, né le 22 décembre 1988 à Magdebourg, est un footballeur allemand qui évolue au poste de milieu défensif au Viktoria Berlin.

## Biographie
Christoph Menz commence sa carrière professionnelle au 1. FC Union Berlin. Il est sacré champion de troisième division en 2009 avec cette équipe, obtenant par la même occasion la montée en deuxième division.
Après 85 matchs disputés en D2, il est transféré en 2013 au Dynamo Dresde, toujours en D2.

## Palmarès
- Champion de 3. Liga en 2009 avec l'Union Berlin